# Gare de Lyon-Saint-Paul
Pour les articles homonymes, voir Gare de Lyon.
La gare de Lyon-Saint-Paul est située dans le 5e arrondissement de Lyon, au pied de la colline de Fourvière, face à la Saône, à l'entrée nord du quartier du Vieux Lyon. C'est une gare française terminus des deux lignes du tram-train de l'Ouest lyonnais.

## Historique

### L'origine de la ligne de Montbrison

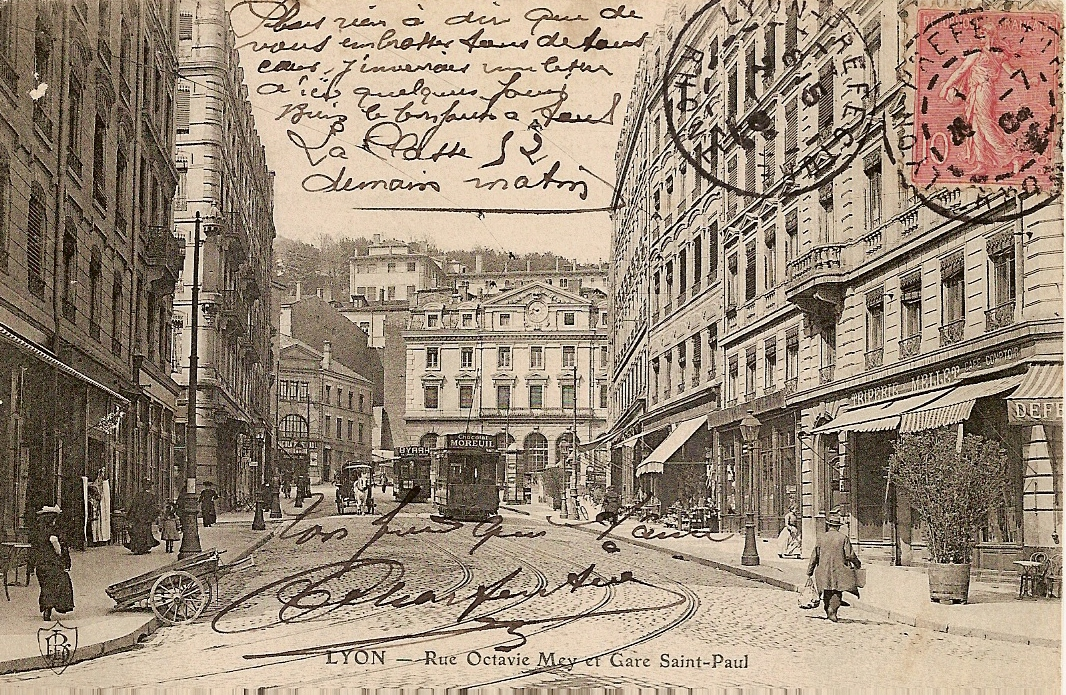
La gare Saint-Paul vers 1900

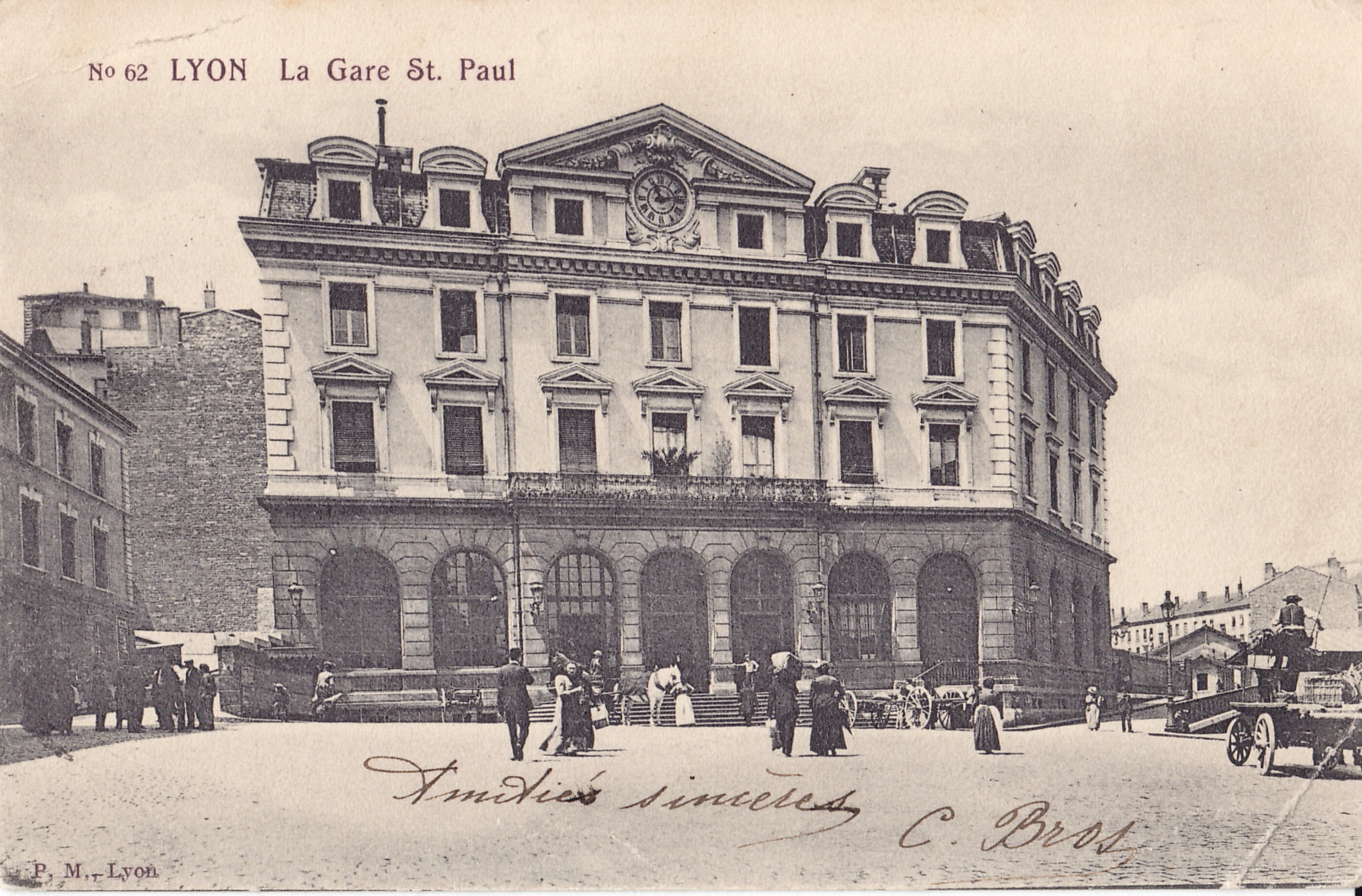
Façade de la gare, à la même époque

Cette gare a été ouverte le 17 janvier 1876, en même temps que la ligne de Lyon-Saint-Paul à Montbrison, construite par la Compagnie des Dombes et des chemins de Fer du Sud-Est, qui y avait établi son siège.
Pour faciliter l'accès à la gare depuis le pont la Feuillée le quartier Saint-Paul fut remodelé avec notamment le percement de la rue Octavio-Mey en 1873.
La gare comportait initialement 6 voies à quai, en 3 faisceaux de 2, pour le trafic voyageurs, plus des voies de débord pour une petite activité de messagerie. Il n'en reste aujourd'hui que les 4 voies centrales : voies B (168 m), C (173 m), D (170 m) et E (169 m), l'espace marchandises étant remplacé par un parking et un terminus de trolleybus. Après la zone d'aiguillage de la gare, les voies entrent dans le Tunnel de Loyasse (1417 m) lequel débouche à la station Gorge-de-Loup.
Un raccordement de Gorge-de-Loup vers la gare de Lyon-Vaise, autrefois utilisé pour une desserte du val de Saône, sert à acheminer à la gare Saint-Paul les rames de voyageurs vides en provenance du dépôt de Vaise, spécialisé dans les automoteurs thermiques. En 1991, la ligne Saint-Paul - Brignais a été rouverte et des réflexions sont menées sur une réouverture à moyen terme de la section Brignais - Givors.

### La restauration des années 2000-2010
Entre 2008 et 2012, la gare a été rénovée : déplacement des guichets de vente, aménagement du bureau du chef de service ainsi que le couloir d'accès aux quais. Les locaux situés aux premier, deuxième et troisième étages qui étaient vacants depuis 1996, ont ainsi fait peau neuve : ils accueillent, depuis l'été 2013, 28 logements rénovés.
En 2012, la gare (et toute la ligne Lyon-Saint-Paul - Sain-Bel et Brignais) connaît à nouveau une mue avec l'arrivée du tram-train de l'Ouest Lyonnais, c'est-à-dire l'utilisation d'un tout nouveau matériel roulant (Dualis, construit par Alstom), des installations d'informations clientèle nouvelle génération et de nouvelles installations ferroviaires (nouveau poste de commande à Tassin, création d'un shunt direct Ecully ↔ Alaï, construction du technicentre de L'Arbresle...).

## Fréquentation
Selon les estimations de la Société nationale des chemins de fer français (SNCF), la fréquentation annuelle de la gare s'élève aux nombres indiqués dans le tableau ci-dessous.
| Année                      | 2015      | 2016      | 2017      | 2018      | 2019      | 2020      | 2021      | 2022      | 2023      |
| -------------------------- | --------- | --------- | --------- | --------- | --------- | --------- | --------- | --------- | --------- |
| Voyageurs                  | 1 186 092 | 1 298 877 | 1 461 390 | 1 434 039 | 1 592 773 | 1 099 732 | 1 269 662 | 1 561 710 | 1 508 456 |
| Voyageurs et non voyageurs | 1 482 615 | 1 623 597 | 1 826 738 | 1 792 549 | 1 990 966 | 1 374 666 | 1 587 077 | 1 952 137 | 1 885 570 |

Le graphique qui aurait dû être présenté ici ne peut pas être affiché car il utilise l'ancienne extension Graph, désactivée pour des questions de sécurité. Des indications pour créer un nouveau graphique avec la nouvelle extension Chart sont disponibles ici.

## Service voyageurs

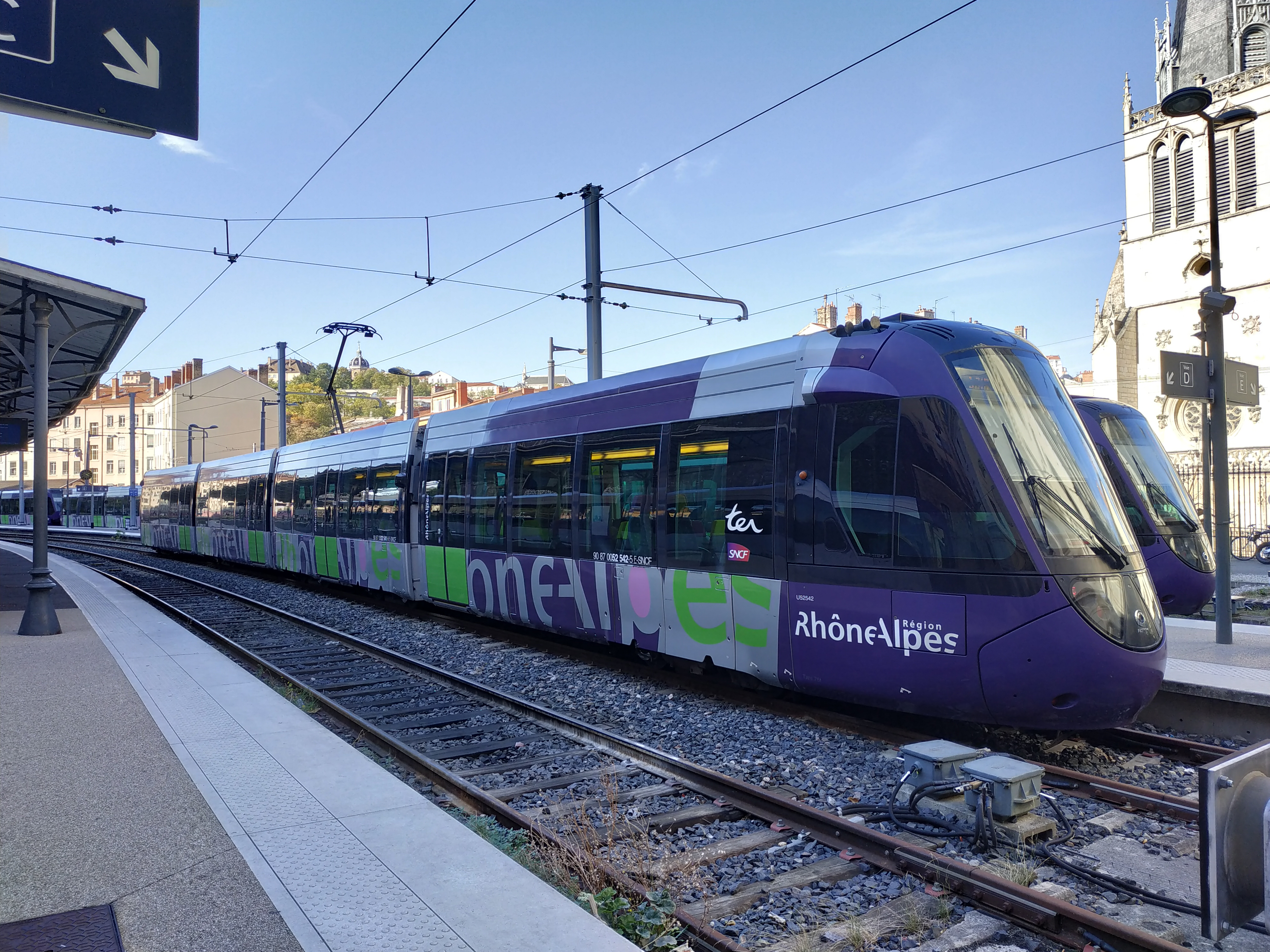
Un tram-train U 52500 à quai en 2018.

### Accueil
La boutique de la gare a été réaménagée et adaptée pour le travail d'une seule personne à l'accueil des clients, au lieu de deux auparavant. 
Désormais, et devant la rareté accrue de ce service dans les autres gares de Lyon, la « petite boutique » accueille une clientèle provenant de toute l’agglomération. Il arrive que l’attente se fasse un peu longue, mais se passe, heureusement, dans des conditions confortables.

### Desserte
La gare est actuellement entièrement destinée à la desserte de l'Ouest Lyonnais (Tram-train de l'Ouest lyonnais, partie des TER Auvergne-Rhône-Alpes) :
- Lyon - Sain-Bel via Tassin, desserte cadencée sur la base de 15 minutes (30 aux heures creuses), certains trains ayant pour terminus l'Arbresle ; connexion à L'Arbresle sur la ligne Lyon - Roanne via Saint-Germain au Mont d'Or ;
- Lyon - Brignais desserte cadencée sur la base de 30 minutes ;
- Lyon - Lozanne, avec rupture de charge à Tassin, cadencée à 30 minutes en heure de pointe. En effet, la ligne n'est pas encore électrifiée entre Tassin et Lozanne.

### Intermodalité
La gare est desservie par la ligne de trolleybus TCL C3 (anciennement ligne 1) en direction de Villeurbanne, et la S1 (Navette Presqu'île). 
Les lignes C14, 19, 31 et 40 passent à proximité immédiate sur les quais de Saône. La navette fluviale Vaporetto permet également l'accès à la gare.
Un funiculaire reliait anciennement Saint-Paul à Fourvière (Loyasse), mais il a été abandonné fin 1937.

## Avenir de la gare
Depuis des dizaines d'années, un projet de prolongement de la ligne jusqu'à la gare de Lyon-Part-Dieu est évoqué, faisant ainsi de la ligne de l'Ouest Lyonnais une vraie ligne tram-train (utilisation en mode train hors des villes, en mode tramway en agglomération). Cependant, les contraintes d'espace disponible en surface rendent ce projet difficile à mettre en œuvre, et le coût en souterrain est prohibitif. Aucune échéance n'est donc évoquée.

## Au cinéma
- 2000 : dans les premières secondes de Tout va bien, on s'en va (scène avec Michel Piccoli qui attend sur le banc de la gare) - version non modernisée en circulation sur les lignes du Nord-Lyonnais au moment du tournage à l'automne 1999 (numéro de série non visible)[6]. À la 79e minute du film, un autre X 4300 démarre de la gare de Lyon-Saint-Paul. Peu après, Michel Piccoli marche dans le tunnel de Loyasse attenant à la gare pour se suicider.